# Sergey Lim
Pour les articles homonymes, voir Lim.
Sergey Lim, né le 26 novembre 1987 à Alma-Ata, est un judoka kazakh.

## Carrière
Sergey Lim remporte la médaille d'or dans la catégorie des moins de 66 kg aux championnats d'Asie de judo 2012 à Tachkent.
Il est champion du Kazakhstan des moins de 66 kg en 2008 et en 2009.